# Diolas
Ne doit pas être confondu avec Dioula, Dioulas ou Doula.
Cet article concerne le peuple diola. Pour la langue diola, voir diola.
 (septembre 2019).
Si vous disposez d'ouvrages ou d'articles de référence ou si vous connaissez des sites web de qualité traitant du thème abordé ici, merci de compléter l'article en donnant les références utiles à sa vérifiabilité et en les liant à la section « Notes et références ».
 (mars 2013).
Les Diolas sont un peuple d'Afrique de l'Ouest établi sur un territoire qui s'étend sur la Gambie, le sud du Sénégal (en Casamance) et la Guinée-Bissau. Composés de plusieurs sous-groupes, leur identité est caractérisée par l'usage des langues diola et leur histoire marquée par leurs contacts avec les empires coloniaux britannique, français et portugais auquel il faut ajouter le rayonnement des Vénitiens qui sont les premiers Occidentaux à avoir abordé cette région en 1456.
Les Diolas sont principalement des cultivateurs et récolteurs de riz depuis plusieurs siècles (ce sont les propriétaires du riz casamançais avant même notre ère) et des récolteurs de vins de palme (Bunuck). Ils cultivent et récoltent également du manioc, des haricots, de l'arachide, etc. et ils récoltent du miel, etc. À cela s'ajoutent les activités de chasse, d'élevage, de pêche, etc. Les fruits (mangue, orange, mandarine, ananas, papaye, goyave, pamplemousse, etc.) ainsi que les légumes sont également présents dans les milieux diolas. L'autosuffisance alimentaire est un aspect très important en milieu Diola et elle a pu être atteinte durant les anciennes époques (voire jusqu'à une période récente). L'épargne occupe une place primordiale dans l'économie du Diola et elle permet de financer les besoins familiaux, communautaires ou des cérémonies religieuses, etc.
De nos jours, il existe une importante diaspora Diola, principalement, à Dakar, en France, au Royaume-Uni, au Portugal, aux États-Unis, au Canada, etc. (Il s'agit de la diaspora Diola ou Ajamat).

## Ethnonymie
Selon les sources, on observe plusieurs transcriptions et dénominations : Diolas, Djola, Dyamate, Dyola, Jola, Jóola, Joolas, Kudamata, Kujamatak, Yola. Le terme « Diola » est un exonyme attribué par les autres peuples (notamment les Mandingues) ainsi que par les colonisateurs anglais, français et portugais. Les endonymes par lesquels ils se désignent eux-mêmes sont Ajamat, Ajamaat, Adjamat ou Adjamaat dérivant du mot ajamaat qui signifie « humain » (par opposition à l'animal). Mais il existe d'autres noms comme Felipes, Flup ou Floups en Guinée-Bissau .

## Histoire
Les traditions orales sénégambiennes attestent que les peuples de Sénégambie dont les ancêtres des Diolas, apparentés aux Sérères et aux Peuls, sont originaires de la vallée du Nil. Les Diolas, à l'époque de l'Empire du Mali vivaient beaucoup plus à l'Est, vers le Mali. À la suite de l'avancée des Malinkés (ou Mandingues) conquérants, les Diolas (ou Joolas) migrèrent vers l'ouest, et s'installèrent en Casamance, Gambie et Guinée-Bissau où ils cohabitent avec d'autres ethnies comme les Balantes, les Manjaques, les Mancagnes, les Peuls ou les Sossés ou Mandingues. L'esclavage auquel ces derniers, déjà islamisés, soumirent les Diolas (et d'autres ethnies ayant des religions traditionnelles africaines) est un sujet tabou au Sénégal, tandis que leur résistance contre la traite négrière occidentale est, en revanche, magnifiée par la mémoire collective. Les Diolas fuyant l'esclavage fondèrent plusieurs villages indépendants en Casamance, en Gambie et en Guinée-Bissau.
Les Diolas comptent plusieurs sous-groupes : Ajamat, Kassa, Fogni, Bluff ou Blouff. Les Diolas de Fogni et de Bluff et les Mandingues, s'influencèrent mutuellement et partagèrent divers éléments culturels. Par exemple, les rois malinkés du Kaabu avaient souvent des origines diolas par ligne matrilinéaire. Cette cohabitation entre Diolas-Fognis et Malinkés, explique, par exemple, des patronymes qu'ils ont en commun comme Mané, Sané, Sonko ou Sagna. De plus, les Joolas de Fogni et ceux de Bluffs (département de Bignona, par exemple) ont adopté deux rites mandingues : l'excision et la danse du Kankuran, qui n'existaient pas dans la culture initiale des Diolas. L'excision n'existe pas chez les autres sous-groupes Diolas (Ajamat, Kassa…).

## Culture
Le peuple Ajamat (ou Diola) vit en Gambie, en Casamance et en Guinée-Bissau. La société Diola était initialement égalitaire, sans castes. La culture traditionnelle Diola est caractérisée par des valeurs ancestrales comme le respect des ancêtres et des esprits de la nature, l'honneur, le courage, la solidarité entre membres d'un groupe, l'indépendance de celui-ci, la cohésion sociale, la réussite individuelle et communautaire. Leurs chefs ont combattu l'esclavage car selon la tradition Diola un membre du groupe ne peut être ni vendu ni arraché aux siens, et les autres doivent défendre le groupe même au prix de leurs vies. Pour la même raison, ils se sont opposés au recrutement forcé des jeunes hommes par la France coloniale pour les deux guerres mondiales (1914-1918 et 1939-1945) et aux taxations coloniales. Une figure de cette résistance est la grande prêtresse, devenue héroïne et martyre, Aline Sitoé Diatta (1920-1944).
La scolarisation a rapidement évolué de quelques unités pour mille en 1942 à pratiquement 100 % dans les années 1980. Le français est d'usage quotidien en Casamance à côté de la langue diola. Cette alphabétisation a fait des Diola le peuple le mieux scolarisé du Sénégal.

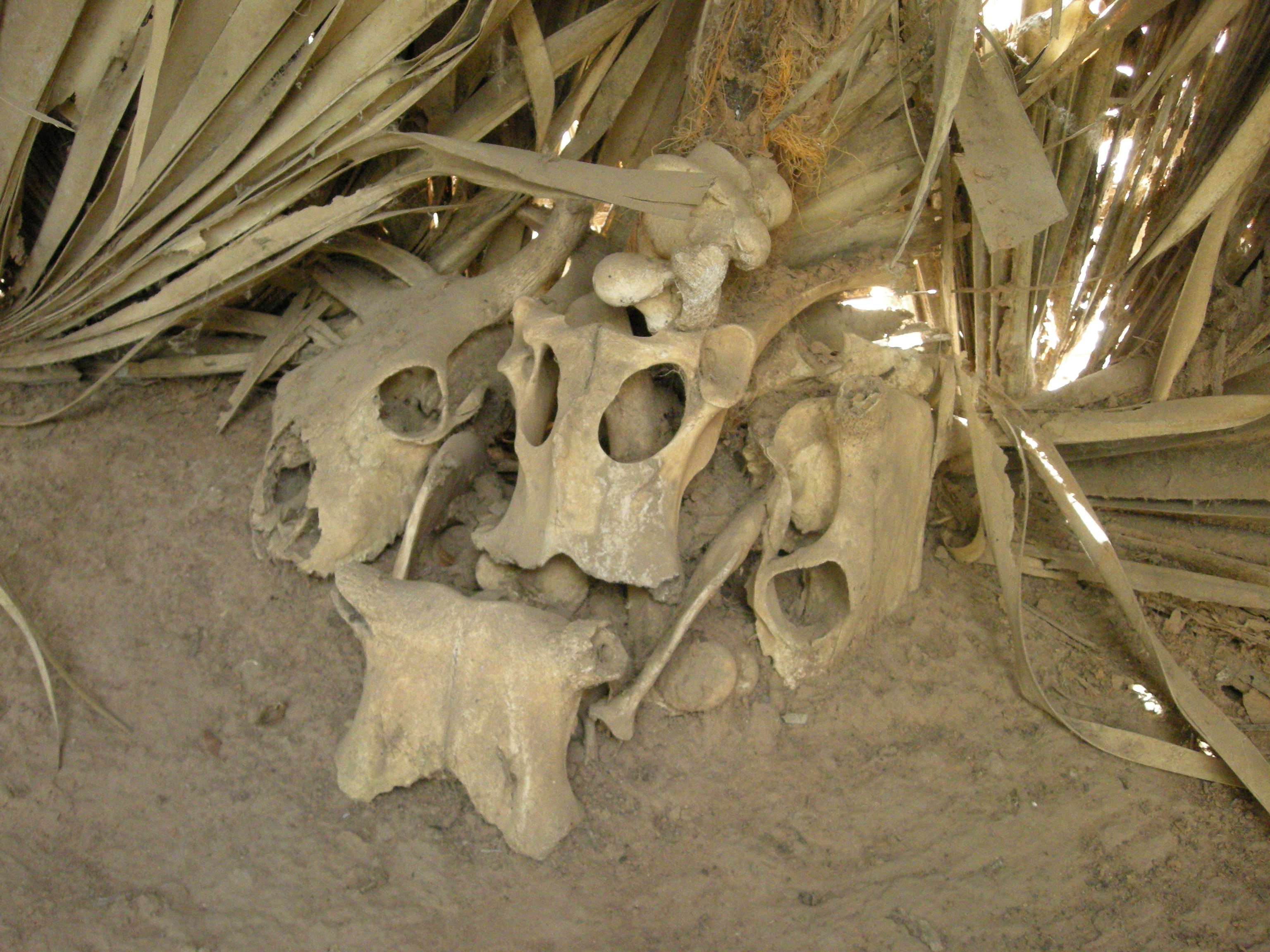
Fétiches (bekin) au Musée de la culture diola à Mlomp.

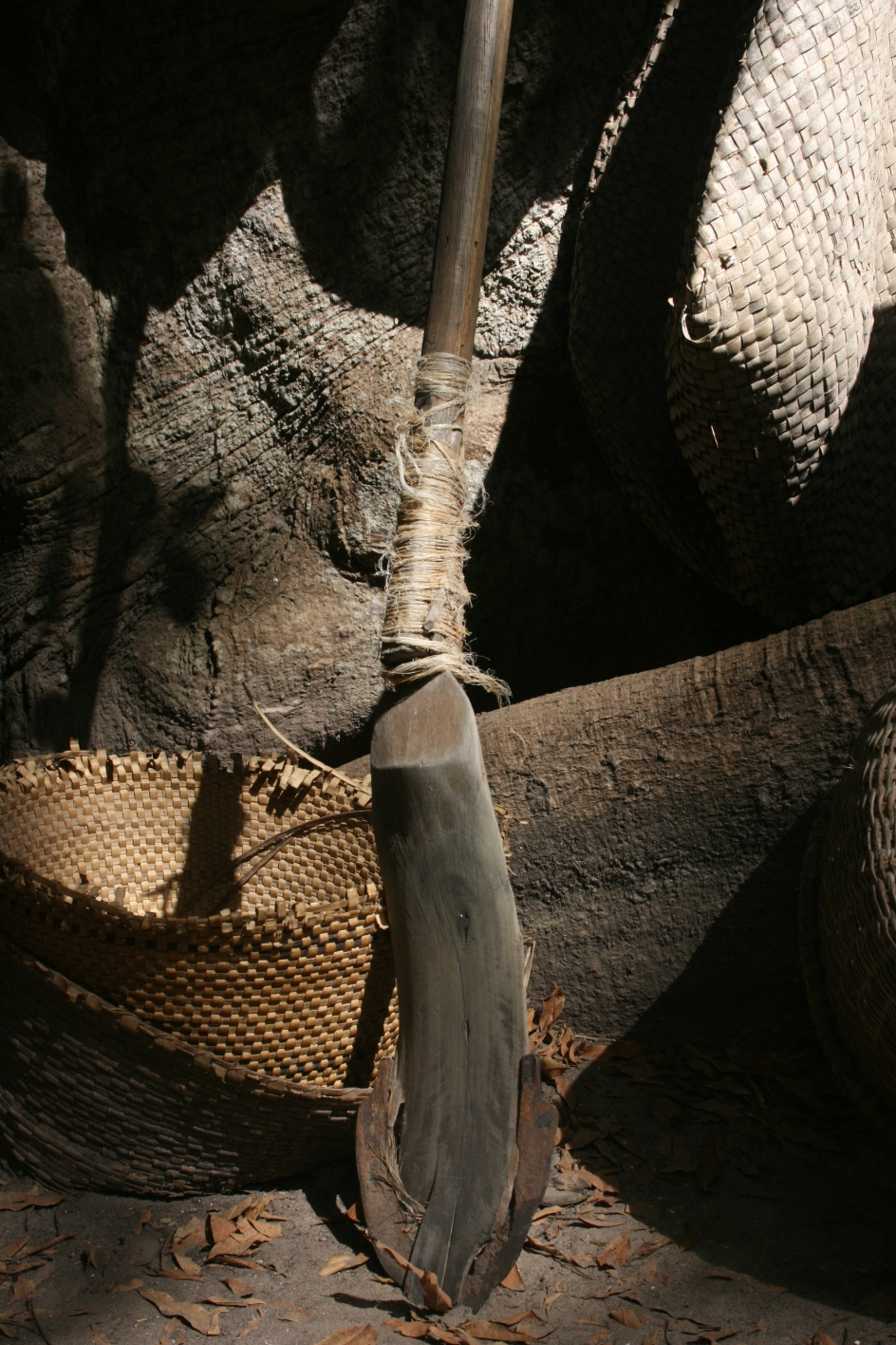
Le kajendo, outil traditionnel utilisé dans les rizières.

L'histoire comparée des Diolas en Gambie, en Casamance et en   Guinée-Bissau reflète des différences de comportements significatives. En Gambie, l'Angleterre a pu éviter par le respect des traditions et des coutumes, les conflits vécus par les Portugais et surtout par les Français en Casamance. Les contacts des Portugais avec la Guinée-Bissau et la Casamance ont débouché sur de nombreux conflits et une guerre de libération dont l'aboutissement a été l'indépendance de la Guinée-Bissau.
Les Diolas, les Manjaks, les Mankagnes, les Balantes et les Cap-Verdiens n'ont jamais cessé de servir de trait d'union entre la Gambie, la Casamance et les îles du Cap-Vert. Le créole portugais est la passerelle culturelle entre ces groupes. En Guinée-Bissau, les Diolas, les Manjaks, les Balantes et les Pepels constituent les groupes les plus typiques.
En Gambie, un dialecte, l'aku, dérivé de l'anglais, constitue un facteur d'unité entre les ethnies. La Casamance apparaît comme un trait d'union entre la Gambie et la Guinée-Bissau, où les Diolas, les Mandingues, les Manjaks, les Mankagnes et les Balantes jouent un rôle prédominant. Ce lien est apparu de façon évidente dans les luttes pour l'indépendance de la Guinée et des Îles du Cap-Vert et par les changements de régime en Gambie qui ont secoué la Casamance. Chaque conflit a provoqué des mouvements de réfugiés au-delà des frontières politiques à l'intérieur de cette entité culturelle.

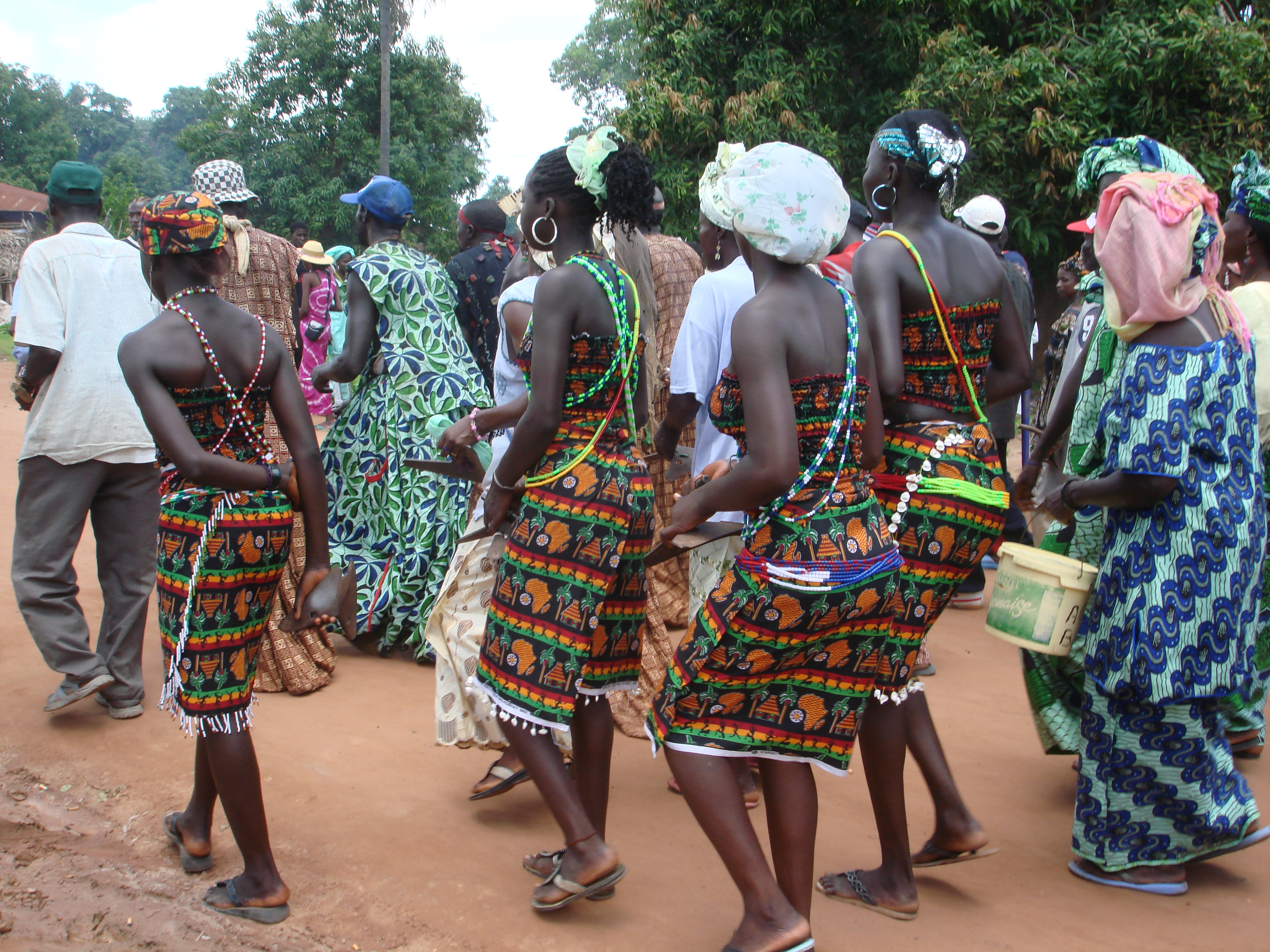
Jeunes filles lors du boukout de Baïla, en 2006.

Si la Gambie est à dominante musulmane, la Casamance est en grande majorité musulmane et de religions traditionnelle et chrétienne. Certains villages comme Brin, par exemple, sont entièrement catholiques tout en gardant également des habitudes de la religion initiale (traditionnelle Diola).
La lutte traditionnelle Diola est une lutte sans frappe. Les lutteurs combattent entre les villages par tranches d’âge. Elle est encore pratiquée par les garçons entre 7 et 30 ans dans certains villages de la Casamance : du département d'Oussouye. Les combats ont lieu avant ou à la fin de la saison de la culture du riz et durant la saison sèche: entre janvier et juin ou entre septembre et décembre. Exemples de villages organisant toujours des séances de luttes  Mlomp, Kagnout, Youtou,Ehidj, Elinkine, Suzana, Éjatène, Éramé, Kasolol, Katon, Karuhey (milieu Ajamat), etc.

### La circoncision chez les Diolas

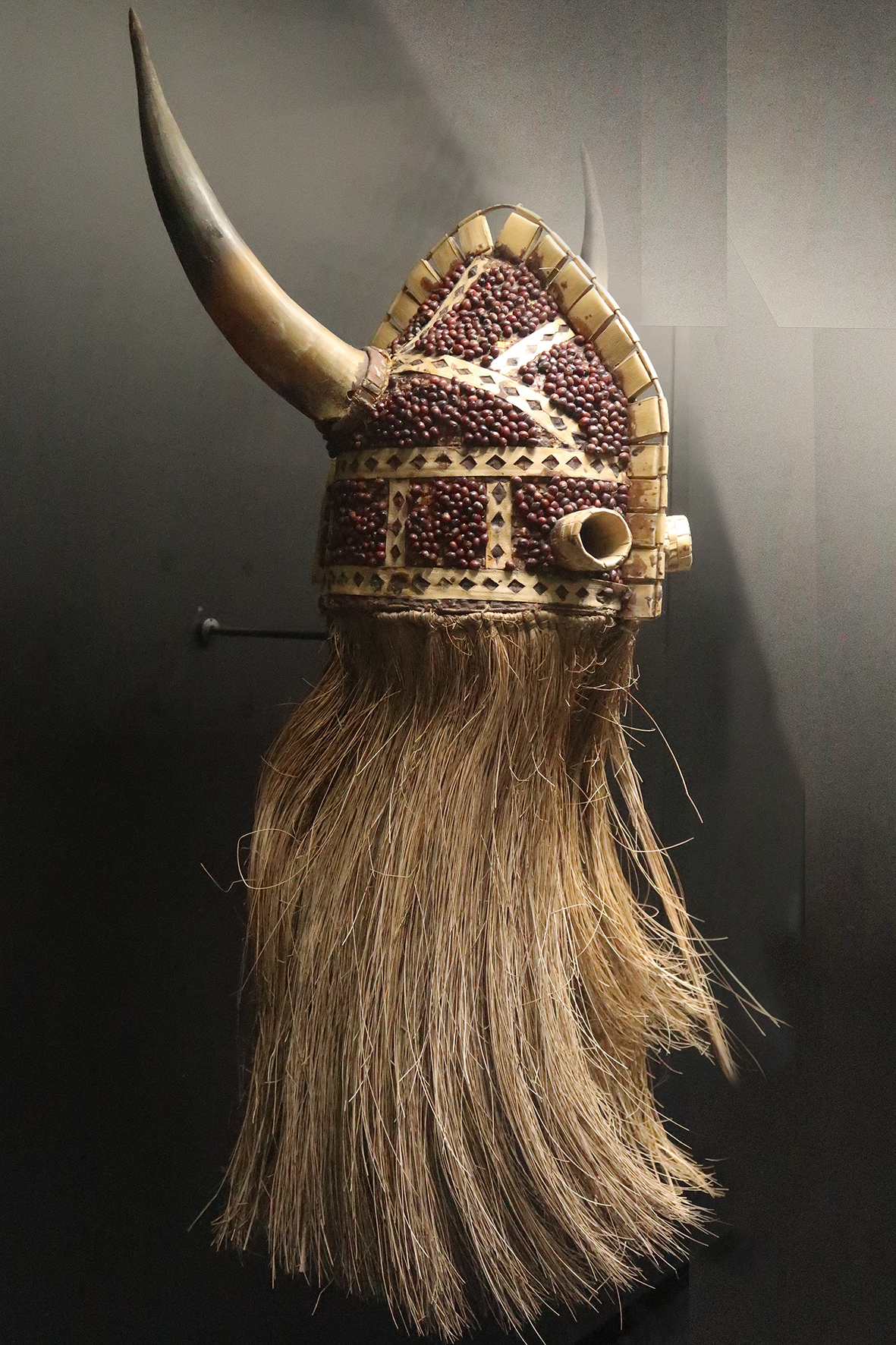
Culture Diola. Sénégal, Casamance. Masque ejumba. Cornes de bovidé, enduit végétal, fibres de rônier, graines d' Abrus precatorius. Muséum de Toulouse.

Les Diolas sont un des peuples qui pratiquent la circoncision. Celle-ci a lieu lors du Boukout, cérémonie initiatique de passage de l'adolescence à l'âge d'adulte durant deux à trois mois (six mois à un an dans certains villages avant la période coloniale).
Le boukout est le ciment de la culture Diolas, resserrant les liens familiaux entre chaque famille et affiliation.
Les rites initiatiques autour de la circoncision assez particuliers en pays Diolas amène à se poser des questions sur leurs origines. Ils évoquent selon certains la tribu perdue de Dan. Les Diolas croyant à l'existence d'un Dieu unique (Atemit ou Ata Emit), leurs pratiques animistes pourraient avoir été influencées par les tribus rencontrées avec lesquelles ils ont cohabité durant le temps de l'exode jusqu'en pays Diolas.

### Artisanat
Masques
Les diolas sont connus pour leurs masques reprenant l'image du bœuf ("Ejumba" ou "Ejumbi") et utilisés lors des cérémonies de circoncision. Le plus ancien connu date de 1750, acquis par un négrier en Casamance. « Il semble que mis à part des masques en terre cuite ou en métal, celui-ci constitue le plus ancien masque africain attesté dans les collections connues dans le monde. » [source insuffisante]
On peut citer aussi des "masques corne" et des "masques gorguy" comme faisant partie de la culture diola.
Instrument de musique
Le Bombolong, tambour à fente, est notamment utilisé par les Diolas, de même que l'Ekonting, instrument à corde.

## Religion traditionnelle
Atemit sembe (Dieu est force et puissance)
La religion traditionnelle des Diolas est typiquement africaine. Les Diolas croient en un seul Dieu créateur : Atemit, puissance invisible à l'origine de toute chose, il est l'esprit et l'ordre d'essence cosmique : Atemit sembe (Dieu est force et puissance). Le nom de leur Divinité "Atemit = Atem " remonte à leur présence dans l'ancienne Égypte. Comme dans toutes les religions africaines, les ancêtres de la communauté servent d'intermédiaires entre Dieu et les hommes, entre le monde visible et le monde invisible, Dieu étant considéré comme trop élevé pour lui adresser des prières directes. Pour le Diola, les esprits jouent également un rôle dans l'ordre de la nature et leur relation avec Dieu. Chaque élément de la création ayant une essence divine, protégé par des esprits (Boechin), pour le Diola, le respect de la nature et de la vie est primordial. Le Diola est remarquablement respectueux des principes inscrits dans sa vie religieuse, dans sa conduite, dans son histoire, dans la nature et dans son travail. La religion régit toute la vie du Diola. Les cérémonies religieuses sont nombreuses et elles sont accompagnées de prières, de sacrifices ou d'offrandes, pour évoquer les ancêtres, les Boechin, permettant d'atteindre Atemit (ou Dieu) et les bienfaisances de sa création. Les cérémonies de l'initiation, liées aux diverses étapes de la vie, qui ont pour but de faire découvrir à l'homme ou à la femme Diola, les enseignements ésotériques. Les femmes et les hommes sont initiés séparément, ils ont leur propre Bois sacré (lieu de l'initiation). Les grands initiés peuvent devenir prêtre ou prêtresse. Il y a également la cérémonie de la circoncision pour les garçons. L'homme s'abandonne à la justice divine, ce qui explique le refus de la domination de l'homme par son semblable. Les conflits entre les Diolas et les pouvoirs administratifs du Sénégal depuis l'indépendance sont l'expression d'une volonté de conserver la tradition, la liberté culturelle et l'identité ou le développement économique, social et culturel.

Cependant, bon nombre de Diolas se sont convertis au christianisme, une religion introduite et propagée par les colons européens. La religion traditionnelle (d'origine Ajamat ou Joola) est de moins en moins pratiquée, ou elle subsiste sous forme de syncrétisme surtout avec le christianisme. De nombreux Diolas, se sont également convertis à l'islam. Il reste quand même un faible pourcentage de Diolas qui pratiquent uniquement la religion traditionnelle Ajamat. Les tenants de la religion traditionnelle Ajamat luttent pour préserver leur religion monothéiste.

## Groupes
Sur la rive droite du fleuve Casamance se situent :
- Le Boulouf, peuplé du peuple Bluf Eblufayi en Diola (singulier : Abluf) ou Ejugutayi). (vers le barrage d'Affiniam...). Exemples de villages : Elana, Affiniam, Boutem, Mangagoulack, Kartiack, Tendouck, Boutégol, Thionck-Essyl, Bagaya, Mandegane, Balinghore, Diatock, Tendimane, Djimande, Kagnobon, Djégoune, Bassire, Mlomp, etc.
- Le Fogny (Bignona et la Gambie), peuplé de Fognis Efogniayi en Diola, Fogni Kombo et Efogniayi (singulier Afogni). Exemple de villages du Fogni: Bignona (même), Bessire, Batingné, Koubalan, Finthiok, Mampalago, Tendimane, Tanghori, Soutou, Balandine, etc. Parmi les Joolas habitant en Gambie, les Joola-fognis y sont majoritaires.
- Le Kalunay (à l'Est du Boulouf) peuplé d'un melting-pot de Diola et de Manding Elunay (singulier Alunay)
- Sur le littoral de l'océan Atlantique et dans les îles s'étend le pays des Blis-Karones dont les habitants sont appelés Eblinayi et Eronayi (singulier Ablin). Exemple de villages, Kafountine, etc.

Sur la rive gauche du fleuve Casamance se situent :
- Hulun, le pays des Elunayi (singulier Alun). C'est le pays de Brin à l'ouest de Ziguinchor.
- Le pays du roi Ayi ou Mofayi s'étend à l'ouest de Ziguinchor. Il comprend les villages de Enampor, Essyl(village), gassilay (territoire), Assyl (habitants d'Essyl), Kamogueul, Badiatte, Eloubaline, Banjal, Etama et Séléki.
- Séléki
- À l'ouest de Mof Avvi, un ensemble appelé pays des Floups ou Kasa.
- Huluf, habité par les Elufayi (singulier Aluf), est le pays voisin immédiat du village de Husuy (Oussouye)
- Eyun, habité par les Eyunayi (singulier Ayun), au sud de Husuy.
- Esulasu, habité par les Esulaluayi (singulier Asulalu), au nord de Husuy.
- Essoukoudiack
- Selhek, au sud-ouest de Husuy.
- Selhek, Huluf et Eyun constituent le royaume de Analufay.
- Le pays de Kabrus (Kabrousse) à l'ouest de Analufay, habité par les Ehelayi (singulier Ahel) ou habitants de Her.

Diembéring ou juwaat, au nord de Kabrus, habité par les éwaat (singulier awaat)
- Le pays des Ejamat, (ou Éjamaat) ou un Ajamat (ou Ajamaat) ou Adjamat (ou Adjamaat) (vers le parc de Basse Casamance et en Guinée-Bissau). Exemples de villages: Youtou, Éffock, Kaguitte (au Sénégal), Suzana, Éjatène, Éramé, Kasolol, Katon, Karuhey, Bujin, Yall, etc. (en Guinée-Bissau). Ses habitants sont les Ejamatayi (singulier Ajamat). Parmi les Joola habitant en Guinée-Bissau les Joola d'Ejamat y sont majoritaires.
- Les îles appelées Batoghatabu (singulier Atoghat) dont les habitants portent le même nom.
- Quelques noms de familles Joola sont :

Badiane, Badiate, Badji, Bassène, Bodian, Batendeng, Batiga, Coly, Deme, Diabone, Diamacoune, Diatta, Diadhiou, Diamé, Diandy, Diassy, Diédhiou, Diémé, Djiba, Djibalène, Djiboune, Djicoune, Djihounouck, Ehemba, Goudiaby, Himbane, Lambal, Mané, Manga, Niassy, Ngandoul, Nyafouna, Sadio, Sagna, Sambou, Sané, Senghor, Sonko, Tamba, Tendeng, etc.

## Personnalités diolas
- Aline Sitoe Diatta, prêtresse et héroine de la Résistance casamançaise à la colonisation (paiements des impôts aux colons).
- Emile Badiane, Instituteur, Homme politique (ancien maire de Bignona et ancien ministre de l'enseignement technique et de la formation des cadres puis de la coopération sous le régime de Léopold Sédar Senghor et un des fondateurs du MFDC).
- Robert Sagna, ingénieur agronome, Homme politique (maire de Ziguinchor et ministre d'état sous le régime du président Abdou Diouf).
- Landing Sané : Homme d’Etat, ancien ministre et ancien président du conseil d’administration de la BICIS (banque, filiale BNP Paribas). Mort le 7 avril 2015 à Paris.
- Famara Ibrahima Sagna, juriste et analyste financier et homme politique (ministre sous la présidence de Abdou Diouf).
- Laye Diop Diatta : Homme politique, Premier maire de l’opposition au Sénégal, ancien vice-président de l’assemblée nationale.
- Christian Sina Diatta : professeur d'université en physique atomique et nucléaire et ancien ministre sous le régime du président Wade.
- Pierre Goudiaby Atepa : architecte
- Youba Sambou, homme politique et ministtre des forces armées.
- Ousmane Sonko, juriste, financier et fiscaliste et un homme politique sénégalais; Maire de Ziguinchor élu aux élections du 23 janvier 2022
- Yahya Jammeh, offiicier et ancien président de la république de Gambie du 22 juillet 1994 au 21 janvier 2017;
- Malam Bacai Sanha : ancien président de la république de Guinée Bissau de 1999 -2000 et du 08 septembre 2009 au 09 janvier 2012;
- Jean-Pierre Bassene, évêque de Kolda et de Sédhiou depuis le 22 décembre 1999;
- Ernest Sambou, évêque de Saint-Louis depuis le 29 juin 2003.
- Paul Abel Mamba Diatta, évêque de Ziguinchor depuis le 25 janvier 2012;
- Augustin Sagna, ancien évêque de Ziguinchor, il est né le 10 juin 1920 et il est décédé le 13 décembre 2012;
- Maixent Coly, ancien évêque de Ziguinchor, il est né le 10 septembre 1949 et il est décédé le .24 août 2010.
- Pierre Sagna, ancien évêque de Saint-Louis du 11 mai 1975 au 22 février 2003.

### Littérature orale
- Lansana Badji, Poèmes et contes diola de Casamance, Dakar, IFAN/Enda éditions, 2000, 59 p.
- Nazaire Diatta, Proverbes jóola de Casamance, Karthala, 1998, 416 p.

### Études
- (en) Alice Joyce Hamer, Tradition and Change : A Social History of Diola Women (Southern Senegal) in the twentieth Century, Michigan University, 1983, 329 p. (Thèse)
- (en) Olga Linares de Sapir, « Shell middens of lower Casamance and problems of Diola protohistory », West African Journal of Archaeology (Oxford University Press), Ibadan, 1971, vol. I, p. 23-54
- (en) Olga F. Linares, Prayer, Power, and Production: The Jola of Casamance, Cambridge University Press, 1992, 280 p.
- A. Badji, La lutte traditionnelle joola. Étude et perspectives, Dakar, INSE#1Lib1Ref  #1Lib1Ref2025SNPS, 1982, 47 p. (Mémoire de Maîtrise STAPS)
- Saloum Badji, Habitat et occupation du sol dans les pays jolla (du XVe au XXe siècle, Dakar, Université Cheikh Anta Diop, 2000, 121 p. (Mémoire de Maîtrise)
- Marie-Christine Cormier, « Les jeunes Diola face à l'exod« Ajout de valeur au coton », sur doi.org, 31 décembre 2007 (consulté le 1er février 2025)e rural », ORSTOM, CRODT, Dakar, 1984
- Alioune Diatta, Structures politiques et sociales du monde traditionnel Joola, Paris, Université de Paris I, 1982, 345 p. (Thèse de 3e cycle).
- Nazaire Diatta, Le taureau, symbole de mort et de vie dans l’initiation de la circoncision chez les Diola (Sénégal), Paris, EHESS, 1979, 3+292 p. (Mémoire EHESS)
- Nazaire Diatta, Anthropologie et herméneutique des rites joola : funérailles, initiations, Paris, EHESS, 1982 (Thèse de 3e cycle)
- Nazaire Diatta, Proverbes Jóola de Casamance, Karthala, 1998, 416 p.  (ISBN 2865377180)
- Christian Sina Diatta, Parlons Jola - Langue et culture Diolas, L'Harmattan, 1998,  (ISBN 2-7384-7169-2)
- Athanase Diédhiou, Chants funèbres et rites traditionnels dans la société Diola, Dakar, Université de Dakar, 198? (Mémoire de Maîtrise)
- Lamine Diédhiou, Riz, symboles et développement chez les diola de Basse Casamance, PU Laval, 2005,  (ISBN 2763781802)
- Paul Diédhiou, L'identité joola en question : La bataille idéologique du MFDC pour l'indépendance, Édition Karthala, 2011.
- Odile Journet-Diallo, Les créances de la terre. Chroniques du pays jamaat (Joola de Guinée-Bissau), Turnhout, Brepols, collection BEHE, n° 134, 2007,  (ISBN 978-2-503-52666-9)
- Pape Chérif Bétrand Akandijack Bassène, Histoire authentique de la Casamance, Édition Injé Ajamaat, La Brochure, 2011
- Cheikh Anta Diop, Nations nègres et culture, 1979.
- Françoise Ki-Zerbo, Les sources du droit chez les Diola du Sénégal : logiques de transmission des richesses et des statuts chez les Diola du Boulouf (Casamance, Sénégal), Karthala, 1997, 217 pages  (ISBN 2865376516)
- Michel Bokar Mballo, Le personnage du prêtre dans la société traditionnelle diola cassa et la société traditionnelle romaine dans ses différentes attributions, Dakar, Université de Dakar, 1981, 97 p. (Mémoire de Maîtrise)
- Michel Bokar Mballo, Les survivances des religions traditionnelles chez les chrétiens de l’époque de saint Augustin et chez les chrétiens diola kassa de la Basse Casamance, Dakar, Université de Dakar, 1985 (Thèse de 3e cycle)
- Paolo Palmeri, Retour dans un village diola de Casamance, L’Harmattan, 1995, 488 p.  (ISBN 2-7384-3616-1)
- Jean-Joseph Sambou, La notion de Boekin dans le conte diola, Dakar, Université de Dakar, 1984, 154 p. (Mémoire de Maîtrise)
- Francis G. Snyder, L’évolution du droit foncier Diola de basse-Casamance (république du Sénégal) : étude d’anthropologie juridique des rapports entre les hommes et les terres chez les Diola-Bandial, Paris, Université de Paris I, 1973, 550 p. (Thèse de 3e cycle)
- Louis-Vincent Thomas, Les Diola. Essai d’analyse fonctionnelle sur une population de basse-Casamance, Dakar, IFAN, Université de Dakar, 1958, 821 p. (Thèse d’État publiée)
- Louis-Vincent Thomas, Et le lièvre vint : Récits populaires diola, Nea, 1982, 266 p.  (ISBN 2723608301)

### Filmographie
- (de) Das Fest der Ringer. Bei den Diola im Südsenegal, téléfilm documentaire allemand de Essibyé Augustin Diatta et Ulla Fels.
- (fr) Emitaï (Dieu du tonnerre) est un film franco-sénégalais écrit et réalisé par Ousmane Sembène, sorti en 1971.
- (fr) Le secret des masques de Pierre Meynadier.